# Wat Lokayasutharam

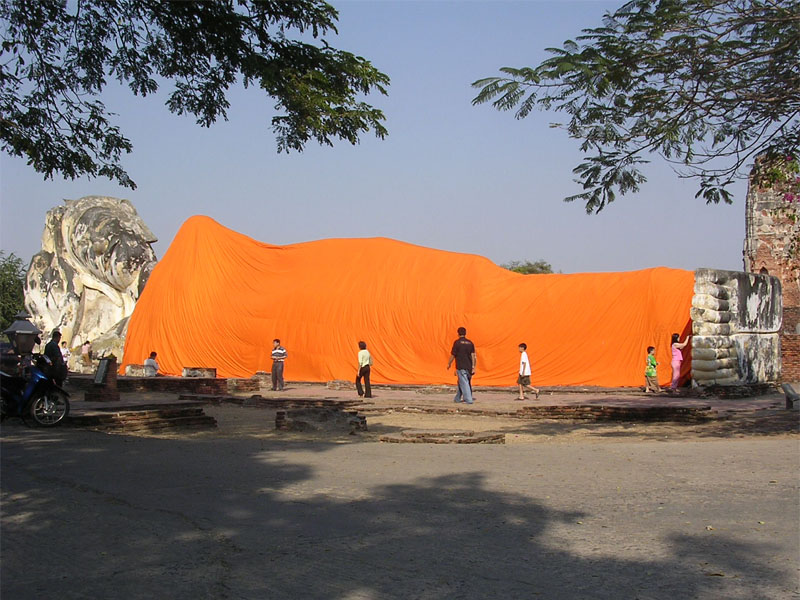
Der Ruhende Buddha des Wat Lokayasutharam

Der Wat Lokayasutharam (Thai วัดโลกยสุธาราม – Tempel der Erde; andere Schreibweise: „Wat Lokayasutha“; auch bekannt als „Wat Phra Non“, Thai: วัดพระนอน – Tempel des Ruhenden Buddha) ist eine buddhistische Tempelanlage (Wat) im Geschichtspark Ayutthaya in Zentralthailand.

## Lage
Der Wat Lokayasutharam befindet sich im Nordwesten der Insel Ayutthaya, südwestlich des „Alten Palastes“ (Wang Luang) und westlich des Wat Phra Sri Sanphet, jenseits des Khlong Tho. Direkt nördlich schließt sich der Wat Worachetharam an.

## Baugeschichte
Es gibt keinerlei Anhaltspunkte in den Chroniken, wann dieser Tempel gegründet wurde. Stilelemente der Buddha-Statue deuten auf eine mittlere Ayutthaya-Periode.

## Sehenswürdigkeiten
Die riesige liegende Buddha-Statue ist die Hauptattraktion dieses Tempels. Sie ist etwa 40 Meter lang und 8 m hoch und besteht aus Ziegeln und Mörtel.
Die Statue liegt nicht wie üblich in Ost-West-Richtung, sondern in Nord-Süd-Richtung.
Der Kopf liegt auf vier Lotos-Knospen und wird von der rechten Hand abgestützt.
Ursprünglich befand sich die Statue wohl in einem Viharn, davon sind allerdings nur noch die Fundamente von 24 oktogonalen Säulen zu sehen.
Die Statue wurde 1954 durch das Fine Arts Department (etwa: Akademie der Künste) restauriert, die Mittel dazu stiftete die Alcoholic Beverage Factory. Im Jahre 1989 wurde die Statue von der Familie des ehemaligen Premierministers Thawal Thamrong Navaswadhi zu seinen Ehren erneut renoviert.
Auf dem Tempelgelände sind außerdem die Grundmauern eines Ubosot zu erkennen, an dessen vier Ecken jeweils eine Chedi stand. Rund um den Ubosot war eine Galerie (Phra Rabieng) angeordnet, von der auch nur noch die Fundamente zu erahnen sind. Das thailändische Fine Arts Department hat bei Ausgrabungen Köpfe von Buddha-Statuen aus Sandstein gefunden, die sich heute im Chao-Sam-Phraya-Nationalmuseum befinden.

## Ikonographie
Liegende Buddha-Statuen (Thai: พระพุทธไสยาสน์ – sprich: [pʰrá pʰút-tʰá săi-jâːt]) dieser Größe stellen oft nicht den Buddha dar, der in das Parinibbana eingeht, sondern sie beziehen sich auf eine Legende aus dem Leben des Buddha:
Als einst der Buddha in einem Ashram in Sravasti weilte, ersuchte der Riese (Thai: ยักษ์ – Yak) Asurindarahu (Thai: อสุรอินดะราหุ) um eine Audienz beim Buddha. Da der Riese sehr stolz auf seine Größe war, wollte er sich nicht vor dem Buddha verbeugen. So manifestierte sich der Buddha um ein Vielfaches größer als der Riese. Zusätzlich zeigt er dem Eingebildeten das Reich der Devata in einem der oberen Himmel, die nochmals größer als der Buddha waren. Beschämt machte Asurindarahu daraufhin dem Buddha seine Ehrerbietung.